# Leonidas Romero
Leonidas Andrés Romero Sáez (Lota, 15 de octubre de 1955) es un técnico en administración de empresas y político chileno. Actualmente se desempeña como diputado de la República por el Distrito N° 20, miembro del Partido Nacional Libertario.
Fue concejal de la comuna de Coronel entre 2000 y 2004, y ejerció la alcaldía durante dos períodos consecutivos, entre 2008 y 2016. Luego de perder su tercera candidatura, decidió dejar anticipadamente al cargo, para anunciar su candidatura parlamentaria por el partido Renovación Nacional (RN).

## Biografía
Nació en Lota, hijo de Leonidas Romero Valenzuela y de Delfina Noemí Sáez Valenzuela. Es divorciado y tiene una hija: Valentina.
Cursó estudios primarios en el colegio San Juan de su ciudad natal. Realizó sus estudios secundarios en el Liceo de Coronel Antonio Salamanca Morales (ex liceo A-49). 
Realizó sus estudios superiores en el Instituto Profesional Diego Portales en Concepción, donde obtuvo el título de Técnico de Nivel Superior en Administración de Empresas.
Durante 25 años se ha desempeñado como comerciante, en el rubro de ferretería y venta de maderas.  Ocupó durante 2 años el cargo de tesorero y 8 años el de Presidente de la Cámara de Comercio de Coronel.

## Trayectoria política
Fue miembro de la Unión Demócrata Independiente entre 1991 y 2008, militó en Renovación Nacional (RN) entre 2016 y 2021 luego formó parte del Partido Republicano entre 2021 y 2023 y actualmente es militante del Partido Nacional Libertario desde 2025.
En las elecciones municipales de 2000, fue elegido concejal de la comuna de Coronel, obteniendo 4881 votos equivalentes al 12,16% de los votos.
Fue alcalde de Coronel en los períodos 2008-2012, y nuevamente reelecto para el período 2012-2016. En 2008 se presentó como independiente y obtuvo 16 789 votos equivalentes al 42,14% de los sufragios. En las elecciones municipales de 2012 también se presentó como independiente, logrando 17 384 votos, equivalentes al 44.96% de los sufragios.
En las elecciones parlamentarias de 2017 se postuló a diputado por RN en la lista de Chile Vamos, para representar al 20.º Distrito (Chiguayante, Concepción, Coronel, Florida, Hualpén, Hualqui, Penco, San Pedro de la Paz, Santa Juana, Talcahuano y Tomé) de la Región del Biobío, por el período 2018-2022. Obtuvo 11 378 votos, correspondientes a un 3,38% de los sufragios válidamente emitidos, siendo elegido. Asumió el 11 de marzo de 2018. Integra las comisiones permanentes de Defensa Nacional; y de Pesca, Acuicultura e Intereses Marítimos. Formó parte del Comité Parlamentario Renovación Nacional.

## Controversias
Tras el reconocimiento que hizo el presidente Sebastián Piñera a la actriz transgénero Daniela Vega como una de las mujeres que más ha aportado a la equidad de género, junto con la expresidenta Michelle Bachelet, en mayo de 2018 Romero afirmó a Radio Cooperativa que Vega «[es] un hombre. Hasta donde yo sé, no se ha operado, así que sigue siendo hombre, nació hombre, su ADN es hombre», al mismo tiempo que criticó a Piñera, ya que «si usted insiste que es Daniela Vega, yo estoy equivocado, me equivoqué al apoyarlo, me equivoqué al votar por usted y voy a tener que dar un paso al costado». Sus dichos fueron criticados como transfóbicos, misóginos y «cavernarios» por otros políticos —incluyendo a algunos de su propio partido— y por organizaciones LGBT. Romero declaró posteriormente que no se arrepentía de sus declaraciones.
Dentro del contexto de la aprobación de la Ley de matrimonio igualitario en Chile, Romero género controversia tras una aparición en el programa televisivo Tu día, cuando declaró que dicha ley se trataba de algo populista, y que además era antinatura, puesto que el matrimonio se compone entre un hombre y una mujer, lo que le valió el reproche en vivo del periodista Francisco Saavedra. Tras dichas declaraciones, Romero fue pasado a la Comisión de Ética de la Cámara de Diputados.

## Historial electoral

### Elecciones municipales de 1996
- Elecciones municipales de 1996, para la alcaldía de Coronel[11]

### Elecciones municipales de 2000
- Elecciones municipales de 2000, para la alcaldía de Coronel[12]

### Elecciones municipales de 2004
- Elecciones municipales de 2004, para la alcaldía de Coronel[13]

### Elecciones municipales de 2008
- Elecciones municipales de 2008, para la alcaldía de Coronel[14]

### Elecciones municipales de 2012
- Elecciones municipales de 2012, para la alcaldía de Coronel[15]

### Elecciones municipales de 2016
- Elecciones municipales de 2016, para la alcaldía de Coronel[16]

### Elecciones parlamentarias de 2017
- Elecciones parlamentarias de 2017 a Diputados por el distrito 20 (Chiguayante, Concepción, Coronel, Florida, Hualpén, Hualqui, Penco, San Pedro de la Paz, Santa Juana, Talcahuano y Tomé)[17]

### Elecciones parlamentarias de 2021
- Elecciones parlamentarias de 2021 a Diputados por el distrito 20 (Chiguayante, Concepción, Coronel, Florida, Hualpén, Hualqui, Penco, San Pedro de la Paz, Santa Juana, Talcahuano y Tomé)[18]